# Ex超兄貴
ex超兄貴（イーエックスちょうあにき）とは、2007年7月3日から2014年3月25日までエフエム秋田で放送されていたラジオ番組である。パーソナリティは高橋航、佐々木陽介。
リスナー参加型のコーナー、ゲストを迎えてのトークなどを送る、生放送の総合トークプログラム。
正式な番組表記は英字で『ex Cho Aniki』であるが、新聞の番組表などでは『ex超兄貴』と表記されることが多い。

## 番組概要
当番組は1999年12月7日から2007年6月26日まで放送していた前身番組『超兄貴』を改題、内容も大幅にリニューアルした番組ではあるが、リスナー参加型の番組という部分はリニューアル前から変わっていない。「超兄貴」時代も含め約15年間放送された。
下ネタなど、放送に乗せるにはふさわしくないと思われるワードを喋る際には効果音で被せることがある。
半年に一度、番組に面白いメッセージ（募集ネタ、ふつおた）を送ったリスナーの中から一名に番組特製スカジャンをプレゼントしていた時期があった。
長年続いた火曜夜（20時台・21時台）の自社制作番組枠は2013年3月で終了となり、2014年4月からはJFN制作の生放送番組（20:00 - 20:55はA・O・R、21:00 - 21:45はSCHOOL NINE）の火曜日のネットを開始した。なお、高橋とディレクターの二人は2014年4月より放送されているオシャベリザムライ（火曜18:00-19:55→火曜18:00 - 18:55）でも引き続き共演している。

### 放送時間の遍歴
番組末期の放送時間は火曜日20:00 - 21:45。途中、20:55から5分間はAFMニュース（JFNニュース）を放送。
- 「超兄貴」時代及び「ex超兄貴」に改題後から2011年3月までは21:00 - 21:55
- 2011年4月より20時開始となり放送時間拡大（20:00 - 21:55）
- 2012年7月よりLove in Actionが夕方から夜9時台に移動したのに伴い10分短縮（20:00 - 21:45）
  - 同年8月から2013年1月までの期間、朗読「青春対話」放送に伴い15分短縮（20:00 - 21:30）

## 番組コーナー
- 募集ネタ

主にゲストコーナーの出演者の活動にまつわるお題でネタを募集。優秀作にはステッカーが送られる。
以前はその1週間、世界を震撼させたほのぼのニュースをもとに週替わりでネタを募集していた。
- ゲストコーナー

秋田県内在住、もしくは関連することで活躍している人を迎えてトークを繰り広げる。
- SEXYex（セクシーエックス）

世界のちょっとHなニュースをニュース番組風に紹介するコーナー。
- PRIVACYex（プライバシーエックス）

様々な人（昔話や童話の登場人物、実際にことわざみたいな状態になっている人など）へのインタビュー模様を、プライバシー保護のため音声を変えてお送りするコーナー。
- LOVex（ラブイーエックス）

恋をしている男女と電話をつないで、興味本位で恋愛話を色々聞いていくコーナー（たまに恋愛をしていなく、過去の恋愛を色々聞いていく場合もある）。出演すると特製のLOVexステッカーがプレゼントされる。

## 過去のコーナー
- イヤーン選手権

県内のトップエロリストによる自由なあえぎ声、セクシー声を披露してもらい、勝者にはCDギフト券がプレゼントされる。各方面からの大不評やいろいろなところからの圧力により終わってしまった。
参加するリスナーがいなかった場合は、エフエム秋田のパーソナリティや、椿屋四重奏の中田裕二（予告もなく逆電され、あえがざるを得ない空気になった）などが参加した。2007年10月16日にライヴの宣伝をかねてゲストで来た椿屋四重奏の安高拓郎も、中田の代役として参加した。
- あのさーメール

携帯電話のメールを使ったゲームで、キーワードを含むメールが返ってくるとCDギフト券2000円分をもらうことが出来る。失敗でもCDギフト券1000円分（当初は失敗でも何ももらえなかった）。メールの件名を必ず「あのさー」にしなければならない。
- 解決ジャクソン

リスナーの悩みを、ジャーメイン・マイケル・ジャネットのジャクソン3兄弟（に扮した高橋航・椎名恵・ディレクター）が解決していた。マイケル・ジャクソン死亡後の放送で中止が決定。
- 今日の擬音祭

三人がひとつのことに対する擬音語を一斉に話し、一人だけ違っていたら、罰ゲームをうける。解決ジャクソンコーナー終了後からの放送
- JUDGex

世の中のゆるいことにしてどちらがいいのかなどを決めるコーナー。解決ジャクソンコーナー終了後からの放送
- 恋愛ミニドラマ

LOVexの話を再構築したラジオ・ドラマ。
- TEACHex

学校の先生が言った台詞の中で印象に残っている一言を募集。主に曲とCMの間（約10秒間）などに読まれる。
- NOISex

秋田県内のバンド・DJ・ラッパー・シンガー・ダンサー・オーガナイザーをゲストに迎え主にそのゲストのイベントの告知をする。

## 出演者
- 高橋航（元エフエム秋田アナウンサー）
- 小玉夕美子
- 佐々木陽介

## 過去の出演者
- 椎名恵 (パーソナリティ)

2011年3月末の放送を以て番組アシスタントを卒業。
- 真坂はづき

- 畠山崇（当時エフエム秋田アナウンサー）[4]